# Augment de llavis

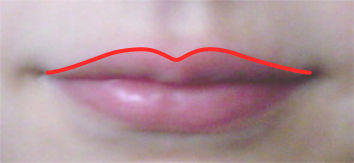
Llavis considerats "sexy"

L'augment de llavis és un tipus de cirurgia cosmètica o procediment no quirúrgic que busca millorar l'aspecte dels llavis mitjançant el rebliment i augmentació dels mateixos.

## Història
Uns llavis plens amb una línia accentuada sovint han estat associats amb bellesa i joventut. Els pobles Tribals a tot el món han introduït diversos materials a través dels llavis superiors i inferiors de tots dos gèneres per a realçar la bellesa. La mesura ideal de la percepció dels llavis ha variat amb el temps; la tendència actual en països occidentals són els llavis més prims. S'ha suggerit que això és degut al fet que els llavis ocupen els dos costats de la cara i, al somriure ocupen un punt focal important de la bellesa facial global. Un dels efectes d'envelliment en els llavis són "les línies del fumador."
Al voltant 1900, els cirurgians van provar d'injectar parafina en els llavis sense èxit. A principis de 1960 es va començar a utilitzar silicona líquida per a la augmentació de llavis, però es va deixar d'aplicar trenta anys més tard a causa de la por generada pels efectes de la silicona sobre la salut en general.
Aproximadament en 1980, el col·lagen boví injectable es va introduir al mercat de la cirurgia cosmètica i es va convertir en l'estàndard respecte el qual es comparaven els altres estàndards de rebliment injectables. Així i tot, aquest col·lagen no té un efecte durador i requereix una prova d'al·lèrgies, que causa que el pacient esperi almenys tres setmanes abans d'una altra cita, després de la qual és necessari esperar una mica més per poder apreciar els resultats cosmètics.
Actualment, els rebliments que contenen àcid hialurònic com el Restylane i el Juvederm han capturat l'atenció de consumidors i metges a Europa, Amèrica del Nord, Austràlia i Amèrica del sud.

## Materials i tècniques

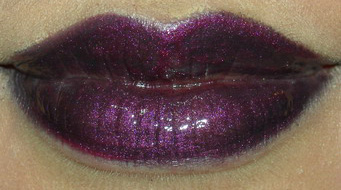
Modificacons per fer els llavis més "sexy"

El 1990 amb l'enorme popularitat del rejoveniment quirúrgic i l'augment concomitant de procediments de cirurgia cosmètica a tot el món, més substàncies, juntament amb materials biocompatibles generalment utilitzats en altres aplicacions mèdiques durant anys, van quedar a l'abast dels cirurgians per al seu ús en l'augment o aprimament dels llavis, així com per a la restauració de llavis amb deformitats causades per un trauma o amb malformacions congènites.
Algunes de les primeres substàncies utilitzades per a la augmentació de llavis són:
- Autologen: material dèrmic injectable fet de la pròpia pell del pacient. No hi ha cap risc d'al·lèrgia però els resultats són molt provisionals perquè el cos absorbeix el material ràpidament .
- Col·lagen: requereix una prova d'al·lèrgia perquè el material s'extreu de la pell dels bovins. Dura de quatre setmanes a tres mesos perquè també és absorbit pel cos. Així i tot, la prova d'al·lèrgia ha de ser observada durant quatre setmanes.
- Dermalogen: s'agafa de la pell del pacient, i a través d'un procés de laboratori es crea un producte, que té una concentració alta de col·lagen i que pot ser injectat en els llavis. Alguns estudis indiquen que dura una mica més que el col·lagen.
- Alloderm: és un teixit extret d'un donant, en forma de cos inert, que es desnaturalitza, purifica i tracta per tal de eliminar les cèl·lules que podrien transmetre malalties. Sota anestèsia local, l'Alloderm és col·loca, en rotllos petits, en la mucosa (o cos), dels llavis ajudant a fer-los més grans. L'Alloderm també es pot col·locar directament a l'àrea rosa del llavi, per a millorar-ne la definició fent-hi una frontera més aguda.
- Radiance: és un material sintètic, produït al laboratori, que s'ha utilitzat en medicina durant molts anys i que conté hidroxilapatita de calci (os) en suspensió en un gel. Alguns estudis indiquen que el producte pot durar entre de tres i cinc anys. Un investigador (Tzikas) va trobar en un estudi sobre aquest material, que de 90 pacients estudiats, un 59 per cent, sentien un dolor de moderat a sever quan eren injectats, que desapareixia al cap de dos a cinc minuts. La substància va produir resultats que van durar una mitjana de dos anys, (amb alguns pacients als que l'efecte els va durar de tres a cinc anys). Dels 90 pacients, quatre van requerir una intervenció quirúrgica a causa d'uns bonys en els llavis.[4]

- Gore-Tex (implants): En usos mèdics, el Gore-Tex ès conegut com a EPTFE, o politetrafluoroetilè expandit i, comercialment es coneix com a Advanta, UltraSoft, i SoftForm. El EPTFE és lliurat a cirurgians en cintes de 1/16 polzades (2.4mm) i tubs de 3/16 (3.4 mm) de diàmetre.[5]

## Procediments populars actuals
Des del 2000, s'han desenvolupat altres tècniques i productes més eficaços, així com més amistosos per al pacient. La facilitat relativa de moltes injeccions es deu al fet que els cirurgians han utilitzat agulles de 30 i 31 mm (aproximadament tan gruixudes com una dotzena cabells humans) que se solen utilitzar en els llavis molt sensibles. Les anestèsies tòpiques també són sovint utilitzades per als procediments d'augmentació de llavis.
Alguns d'aquestes tècniques i substàncies noves inclouen.
- Transferència de greix: Els cirurgians recullen el greix mitjançant liposucció o excisió de llocs del cos on pot ser separat quirúrgicament, per després injectar-lo als llavis. Les aplicacions quirúrgiques normalment requereixen anestèsia general.
- Restylane: és un gel, que no és obtingut d'animals, molt proper al àcid hialurònic i que es troba naturalment en el cos humà. Segons la Societat americana de Cirurgians Plàstics, hi havia comptabilitzats 778,000 casos d'injecció de Restylane a nivell del 2006.[6] La substància normalment dura sis mesos i, de vegades, una mica més. Respecte al seu competidor, Juvederm que és extremadament proper químicament al Restylane; molts cirurgians informen que el primer és lleugerament més suau d'injectar.
- Artecoll: hi ha dos productes, Artecoll i ArteFill, emprats per a la correcció de les línies del somriure, però que no es poden utilitzar per a injectar-los al cos dels llavis perquè la substància és pesada i mostraria una coloració blanca a través de la pell prima dels llavis. A part d'això, ambdós productes contenen minúscules microesferes de PMMA (polimetilmetacrilat) que queden a la cara permanentment. En casos on s'ha utilitzat Artecoll per treure línies fines i arrugues al voltant dels llavis, alguns pacients s'han queixat de nòduls molests i petits bonys. Fins i tot, en alguns d'ells, ha fet falta aplicar la cirurgia per a poder treure les microesferes d'Artecoll.[7]

## Alternatives no quirúrgiques
- Lip Plumper és un producte cosmètic utilitzat per fer que els llavis semblin més plens. Aquest producte irrita la pell dels llavis amb ingredients com la Capsaicina.[8] Això fa que els llavis s'inflin lleugerament, durant un temps, creant l'aspecte de llavis més plens.[8]
- Bombes de succió: són uns dispositius especials per a llavis que treballen de la mateixa manera que les bombes genitals, usant bombeig de buit per augmentar la pressió arterial en cada llavi i per després treure-la a poc a poc, pel que és un instrument molt adequat per ajustar la longitud dels llavis, d'una manera lenta, com un camí pas a pas.[9]

## Riscos i efectes colaterals
Diversos estudis han trobat que els empelts de greix al llavi és un dels millors mètodes per mantenir un llavi més ple i suau. Quan els llavis són sobre augmentats, els resultats poden ser còmics, sovint són el blanc fàcil dels diaris sensacionalistes i poc convencionals llocs web. Aquesta aparença és de vegades anomenat burleta "Boca de truita". Injeccions massa agressives poden produir bonys, mentre que en molt poques ocasions poden derivar en crestes.
Les reaccions comuns poden variar des enrogiment, inflor o picor en el lloc de les injeccions. Altres possibles complicacions inclouen sagnat, llavis irregulars, moviment dels implants o extrusió, quan un implant es trenca a través de la superfície externa de la pell. La inflor i els blaus, s'espera, habitualment poden durar des de diversos dies fins a una setmana.
Alguns pacients són al·lèrgics als anestèsics locals comuns, com la lidocaïna i probablement no haurien de considerar les injeccions per a l'augment de llavis. Alguns reaccionen malament a la prova de la pell, prova que els pacients han de passar abans de rebre el col·lagen. Entre els pacients que no s'haurien de sotmetre a procediments de llavis hi ha aquells que tenen condicions actives de la pell com el herpes labial, mala coagulació de la sang, infeccions, cicatrització dels llavis o de certes malalties com la diabetis o el lupus que causen cicatrització més lenta. Els pacients amb trastorns del del nervi facial, hipertensió greu o herpes simplex, també han d'evitar les injeccions per a l'augment de llavis. Com en totes les cirurgies, els fumadors compliquen la finalització del seu procediment, així com la velocitat de recuperació.
La transferència de greix pot durar més temps que altres materials injectats, però pot ocasionar cicatrius. La longitud de temps que una transferència de greix pot durar als llavis és sovint determinat per la quantitat de moviment que tingui la zona i el prop que està a un subministrament de sang important. A més, el greix donant ha de ser collida d'una altra àrea del cos del pacient la qual cosa deixarà una cicatriu molt petita. No obstant això, les tècniques de recol·lecció de greix de donants s'han tornat extremadament refinades.
Gore-tex, malgrat les seves impressionants taxes d'èxit en l'augment de llavis i altres procediments, és un cos estrany que porta un lleuger risc d'infecció o rebuig.

## Discussió
Proveïdors de cirurgia estètica sovint aconsellen als seus pacients que ara hi ha moltes opcions per millorar l'aspecte dels llavis. La majoria dels practicants també admeten que l'augment de llavis depèn en gran manera de l'habilitat del proveïdor, amb aquesta habilitat derivada de molts anys d'experiència i de la injecció en els llavis de molts tipus de pacients. D'altra banda, el cirurgià ha de dominar les diverses tècniques d'injecció. Amb molts injectables, el benefici per al pacient és un retorn immediat a les seves activitats normals, habituals. Uns cirurgians ofereixen un procediment conegut com a "augment per pedaç quirúrgic" en el que petites seccions de pell a prop dels llavis o dins de la boca són extirpats i agregats als llavis. Però la tècnica no afegeix volum i aconsegueix solament una lleugera projecció dels llavis cap a l'exterior.